# Гексанитрокобальтат(III) натрия
Гексанитрокобальтат(III) натрия — неорганическое соединение, комплексное соединение металла кобальта с формулой Na3[Co(NO2)6], жёлтые кристаллы, растворимые в холодной воде.

## Получение

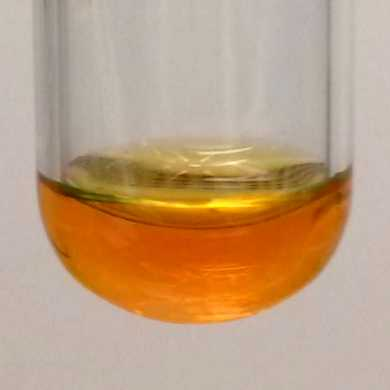
Na_{3}Co(NO_{2})_{6} (aq).

- Реакция нитрата кобальта (II) с нитритом натрия в растворе уксусной кислоты:

{\displaystyle {\mathsf {4Co(NO_{3})_{2}+24NaNO_{2}+4CH_{3}COOH+O_{2}\ \xrightarrow {50-60^{o}C} \ }}}
{\displaystyle {\mathsf {\xrightarrow {50-60^{o}C} \ 4Na_{3}[Co(NO_{2})_{6}]+8NaNO_{3}+4CH_{3}COONa+2H_{2}O}}}

## Физические свойства
Гексанитрокобальтат(III) натрия образует жёлтые кристаллы.
Хорошо растворяется в холодной воде, разлагается в горячей.
По некоторым сведениям образует кристаллогидрат Na3[Co(NO2)6]•½H2O.

## Химические свойства
- Разлагается при нагревании:

{\displaystyle {\mathsf {4Na_{3}[Co(NO_{2})_{6}]\cdot 0,5H_{2}O\ {\xrightarrow {200-250^{o}C}}\ 4CoO+12NaNO_{2}+4NO+8NO_{2}+2H_{2}O}}}
- Разлагается горячей водой:

{\displaystyle {\mathsf {3Na_{3}[Co(NO_{2})_{6}]+2H_{2}O\ {\xrightarrow {100^{o}C}}\ 3CoNO_{3}(OH)\downarrow +9NaNO_{2}+5NO\uparrow +HNO_{3}}}}
- Реагирует с разбавленной азотной кислотой:

{\displaystyle {\mathsf {3Na_{3}[Co(NO_{2})_{6}]+2HNO_{3}\ {\xrightarrow {100^{o}C}}\ 3Co(NO_{3})_{2}+9NaNO_{2}+5NO\uparrow +H_{2}O}}}
- Реагирует с щелочами:

{\displaystyle {\mathsf {Na_{3}[Co(NO_{2})_{6}]+2NaOH\ {\xrightarrow {100^{o}C}}\ Co(OH)_{2}\downarrow +NO\uparrow +4NaNO_{2}+NaNO_{3}}}}
- С солями некоторых щелочных металлов образует нерастворимые соединения:

{\displaystyle {\mathsf {Na_{3}[Co(NO_{2})_{6}]+2KNO_{3}\ {\xrightarrow {}}\ NaK_{2}[Co(NO_{2})_{6}]\downarrow +2NaNO_{3}}}}